# Аділабад (округ)
Аділабад (тел. ఆదిలాబాద్, гінді अदिलाबाद, англ. Adilabad district) – округ у штаті Телангана, Індія. Площа округу складає 4,153 км², населення – 708,972 осіб. Столицею округу є місто Аділабад.

## Міста
- Аділабад
- Бгайнса
- Ґоллеті
- К'ятхампалле
- Нарсапур